# Rhaphidolejeunea
Rhaphidolejeunea là một chi rêu trong họ Lejeuneaceae.